# Akkadevi
Akkadevi (ಆಕ್ಕದೀವಿ en kannada; conocida también como Akkādēvi o Akkā-dēvi, 1010-1064) fue una princesa de la dinastía Chalukya de Karnataka, estado en la región suroeste de la India, y gobernadora de un área conocida como Kishukādu, situada en los actuales distritos de Bidar, Bagalkot y Bijapur, especialmente conocida por los grandes monumentos de importancia histórica construidos durante la dinastía Adil Shahi. Era hermana del rey Jayasimha II del imperio de los chalukya occidentales, y tía de Someshvara I, rey de la Chalukyas occidentales, también conocido como Ahavamalla o Trilokamalla; Someshvara sucedió a su padre Jayasimha II en el trono.
Akkadevi era bien conocida por ser una administradora eficaz y una general muy capacitada. También se la llamaba Gunadabedangi, que significa «belleza de las virtudes».
El gobierno de los Chalukyas marca un hito importante en la historia del sur de la India y una edad de oro en la historia de Karnataka. Los Chalukyas gobernaron sobre la meseta de Deccan en la India central durante más de 600 años. Akkadevi fue una soberana del imperio de los chalukya occidentales, estado que gobernó la mayor parte del Deccan occidental, en la India del Sur, entre los siglos X y XII en constante conflicto con los Cholas, de origen tamil, y con sus primos lejanos, los Chalukyas orientales de Vengi, reino que se extendía desde el río Godavari en el norte del monte Mahendragiri en el sureste y al sur tras los bancos del río Krishna, en el sur de la India.
En el transcurso de su gobierno, Akkadevi amplió su provincia, alentó la educación a través de becas y dio generosas donaciones a los templos jainas e hindúes.
Se dice que Akkadevi era un personaje de gran reputación y consecuencias. Una inscripción del año 1022 la describe «tan valiente como Bhairavi en la guerra». Asedió el fuerte de Gōkāge o Gōkāk para sofocar una rebelión local y se dice que alentaba la educación mediante la concesión de becas a los brahmanes.